# Vortebirk
Vortebirk (Betula pendula), ofte skrevet vorte-birk, er et op til 25 m højt træ, der vokser i skove, moser og på overdrev. Træet er også almindeligt brugt som prydtræ i haver.

## Beskrivelse
Vortebirk er et stort, løvfældende træ med en åben og kuplet eller overhængende krone. Stammen er ret og gennemgående næsten til toppen. Øverst oppe opløses kronen hos ældre træer i et antal konkurrerende hovedgrene. Store grene er som regel oprette, men de bliver med tiden udstående eller overhængende. Barken er først grå til brun og ru af vorter (men helt glatte skud kan også findes). Senere bliver den glat og brun med hvide korkporer. Så skifter den til hvidt, og skaller af i tynde flager. Til sidst er barken sort og furet.
Knopperne er spredte, brune og ægformede. Bladene er ægformede eller næsten ruderformede med ru overside og takket rand. Oversiden er friskt grøn, mens undersiden er lidt lysere.
Blomstrer lige efter løvspring i begyndelsen af maj. De hanlige rakler ses allerede fra om efteråret, mens hunraklerne først viser sig ved løvspring. De bliver senere til tørre stande af vingede frø. Frøene spirer villigt.
Rodnettet ligger meget højt i jorden. Det er meget udbredt og fint forgrenet. Derfor er birkearterne hårde og grådige konkurrenter, så selv græs lider under det.
Højde x bredde og årlig tilvækst: 25 x 6 m (50 x 20 cm/år).
Vortebirk vokser langsommere fra 25 – 30 års alderen, og holder næsten op med at vokse fra 60 – 70 års alderen. Vortebirken kan blive cirka 100 år gammel.

## Hjemsted
Vortebirk optræder som pionertræ i Danmark og det øvrige Europa, hvor det især findes på tør og sur bund.
Ofte danner det samfund med blåbær, bølget bunke, enblomstret flitteraks, hedelyng, skovfyr og forskellige bregner og mosser. Det forekommer almindeligt i hele landet. Ofte spredt i skove domineret af andre træer, men på våd og mager bund dannes store bestande, f.eks. i Pinseskoven på Vestamager.

## Anvendelse
Vortebirk er velegnet på sandet, tør bund, men tåler ikke vind. Den kan med fordel plantes i april. Den tåler dårligt beskæring.
Vortebirk bruges meget som prydtræ i haver og parker. Desuden anvendes den som ammetræ i skovplantninger og læhegn. Den er egnet som spredt indblanding i skovbryn og vildtplantninger.
I Finland bruges ris af denne art til at 'piske' hinanden i saunaen.
Birk er stærk og smidig. I vikingetiden og tidlig middelalder blev birk anvendt til mange forskellige formål. Kølen på en af Skuldelev-skibene er af birk, men det brugtes også til vidjer, og bark blev brugt til at lave dåser, kurve, spande m.v. og desuden til garvning af sejl.

## Beskæring
Vortebirk bør ikke beskæres hvor det vokser som prydtræ, da udseendet skamferes. Foretages alligevel beskæring bør beskæringen ske i august – september måned, da træet ellers har stor risiko for at forbløde.

## Sorter
- 'Bøghs varietet' (Hænge-Birk) med oprette hovedgrene og lodret hængende kviste
- 'Dalecarlica' (Ornäs-Birk) med slidsede blade
- 'Fastigiata' (Søjle-Birk) med opret, søjleformet vækst
- 'Purpurea' (Blod-Birk) med røde blade
- 'Tristis' (Hænge-Birk) med overhængende vækst og lodret nedhængende kviste
- 'Youngii' (Sørge-Birk) med dværgagtig, forkrøblet vækst

- Naturligt voksested (Småland)
- Vorter på skuddet
- Høstfarve